# Sphex camposi
Sphex camposi là một loài côn trùng cánh màng trong họ Sphecidae, thuộc chi Sphex. Loài này được Campos miêu tả khoa học đầu tiên năm 1922.